# Christian Ludwig Meyer (Organist)
Christian Ludwig Meyer (auch: Ludwig Meyer und Louis Meyer sowie Christian Louis Meyer; getauft 17. Februar 1736 in Hannover; † 1790 ebenda) war ein deutscher Musiker, Pianist und Organist.

## Leben
Christian Ludwig Meyer wurde zur Zeit des Kurfürstentums Braunschweig-Lüneburg während der Personalunion zwischen Großbritannien und Hannover im Jahr 1736 geboren und christlich getauft.
Meyer, der mit dem hannoverschen Archivrat Johann Christian Kestner (1741–1800) befreundet war, erhielt im Jahr 1765   eine Anstellung als Pianist im Königlichen-Kurfürstlichen Orchester Hannovers. Rund zwei Jahre später übernahm er zudem die Aufgaben des Schlossorganisten in der Schlosskirche Hannover.